# Nototorchus ferrugineus
Nototorchus ferrugineus – gatunek chrząszczy z rodziny kusakowatych i podrodziny Osoriinae.
Gatunek ten opisany został w 1893 roku przez Thomasa Brouna jako Holotrochus ferrugineus. W 1982 roku przeniesiony został przez H. Pauline McColl do rodzaju Nototrochus, któremu w 1984 roku ta sama autorka zmieniła nazwę na Nototorchus, w związku z wcześniejszym użyciem poprzedniej nazwy dla rodzaju jamochłonów.
Chrząszcz o walcowatym ciele długości od 4 do 5,4 mm, z wierzchu płytko punktowanym. Czułki i odnóża mają u niego barwę rudobrązową. Trzeci człon czułków jest nie krótszy od jedenastego. Płaskie oczy złożone buduje ponad 100 omatidiów. Wargę górną cechuje bardzo delikatne wcięcie pośrodku przedniego brzegu. Kąty przednie przedplecza są prawie proste. Na pokrywach rzędy przyszwowe biegną prawie równolegle do szwu. Przednia para odnóży ma golenie z 4–5 nieosadzonymi na guzkach kolcami na górnej powierzchni oraz rządkiem 5 szczecin na powierzchni zewnętrznej. Samiec ma pośrodkowy, kolcowaty wyrostek siódmego sternitu odwłoka biorący początek w ćwierć odległości od jego nasady oraz narząd kopulacyjny prawie prosty. U samicy stylus obok krótkich szczecinek ma długą szczecinkę na szczycie.
Owad endemiczny dla Nowej Zelandii, znany z Wyspy Północnej i regionu Nelson na Wyspie Południowej. Spotykany jest w ściółce, próchnicy i pod mchami, na wysokości od 20 do 700 m n.p.m.